# Despertar contigo
Despertar contigo est une telenovela mexicaine diffusée entre le 8 août 2016 et le 22 janvier 2017 sur Las Estrellas,.

## Distribution
- Daniel Arenas : Pablo Herminio Leal Ventura
- Ela Velden : Maia Alcalá González
- Aura Cristina Geithner : Antonia Santamaría
- Enoc Leaño : Othón Alcalá
- Alejandro Calva : Rafael Reyna
- Anna Ciocchetti : Cynthia
- Mara Cuevas : Carmen González de Alcalá
- Arturo García Tenorio : Ismael
- Leticia Huijar : Tulia Ventura
- Rodrigo Murray : Eligio Vallejo
- Sara Corrales : Cindy Reyna
- Christian Chávez : Christian Leal
- Estefanía Villarreal : Frida Díaz de la Vega
- Daniel Tovar : Rodolfo Soler
- Eloy Ganuza : Álvaro
- Gonzalo Peña : Federico Villegas
- Marcus Ornellas : Néstor
- Lucas Bernabé : Wilson
- Alejandro Valencia : Ferney
- Roberta Damián : Jenny Paola Leal
- Sebastián Poza : Abel
- Isadora Vives : Rosalía
- Claudia Acosta
- Luz Aldán
- Armando Silvestre : Silvestre Leal
- Esmeralda Ugalde
- Natasha Esca

## Diffusion
- Las Estrellas (2016)
- Univision
- Canal 9
- Telemicro
- TCS Canal 2
- América Televisión

## Versions
- Pobre Pablo (RCN Televisión, 2000-2002)

### Sources
- (es) Cet article est partiellement ou en totalité issu de l’article de Wikipédia en espagnol intitulé « Despertar contigo » (voir la liste des auteurs).